# Sofiero slot
Sofiero er et slot i Helsingborg i det vestlige Skåne. Slottet ligger cirka 5 kilometer nord for byens centrum ved kysten med udsigt over Øresund og til Sjælland. Slottet er omgivet af en stor slotshave. I slotshaven findes cirka 10.000 rododendronbuske af 500 forskellige sorter.
Sofiero slot blev opført 1864-65 af den senere svenske konge Oscar 2. og hans hustru Sofia. I 1874-76 blev slottet udbygget i hollandsk renæssancestil. Oscar 2. blev svensk-norsk konge i 1872, og under hans regeringstid var Sofiero Slot samlingspunkt for Europas statsoverhoveder ved en række store konferencer. I 1905 skænkede kongen slottet til sit barnebarn prins Gustav Adolf. Den svenske konge Gustaf 6. Adolf testamenterede senere slottet til Helsingborg kommune.